# Condado de Morris (Kansas)
O Condado de Morris é um dos 105 condados do estado americano de Kansas. A sede do condado é Council Grove, e sua maior cidade é Council Grove. O condado possui uma área de 1 820 km² (dos quais 14 km² estão cobertos por água), uma população de 6 104 habitantes, e uma densidade populacional de 3 hab/km² (segundo o censo nacional de 2000). O condado foi fundado em 11 de fevereiro de 1859.